# Kapnobátai
Kapnobátai („ti, kdo chodí v kouři“) byla podle Strabóna jedno z jmen thráckého kmene Mýsijců. Tito lidé měli být silně nábožensky založení a odmítali jíst maso a živili se tak medem, mlékem a sýrem. Mircea Eliade vykládá jejich pojmenování s intoxikací kouřem z konopí, která měla umožnit dosáhnout extáze a považuje jej za možný doklad existence šamanismu mezi Thráky, výraz kapnobátai vykládá jako označení pro tanečníky a čaroděje dosahující transu. Jiné zdroje považují za prostředek intoxikace kouř z lněného semínka. Užívání jistých semen mezi Thráky k dosažení stavu podobného opilosti je doloženo u Pomponia Mela, u Skytů – severních sousedů Thráků, je vdechování konopného kouře v lázni přímo zmiňováno Hérodotem.